# کوسه‌کران
کوسه‌کران (به لاتین: Küsəkəran) منطقهٔ ای مسکونی در جمهوری آذربایجان است که در شهرستان لریک واقع شده است. کوسه‌کران ۷۱۵ نفر جمعیت دارد.

## ریشه واژه
کوسه‌کران از سه واژه تالشی کوه، سه و کران (کَه‌اُن-روستا یا آبادی) تشکیل شده است و معنای آن می‌شود روستایی که در مجاورت سه کوه قرار دارد.